# Littérature latine d'Afrique romaine

Afrique romaine

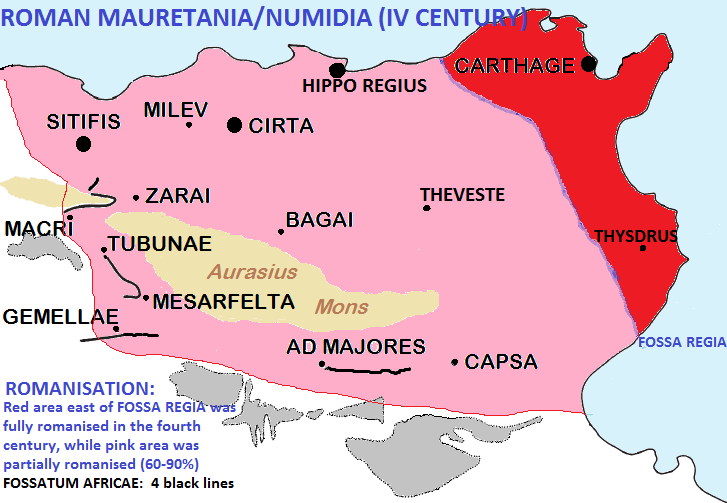
Romanisation de l'Afrique au IVe siècle

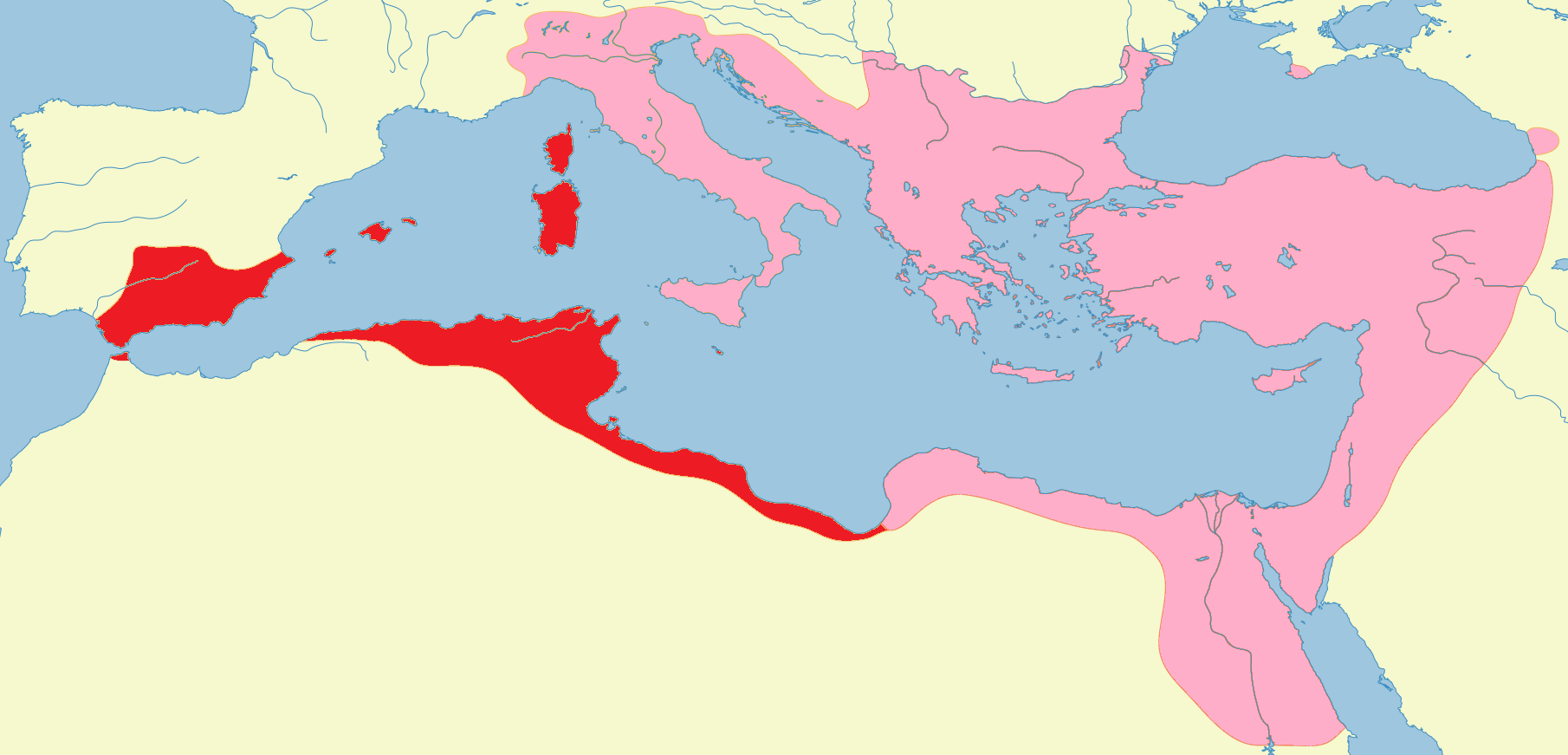
Exarchat de Carthage au VIIe siècle

La littérature latine d'Afrique romaine est la littérature d'expression latine produite par des auteurs originaires de l'Afrique romaine, principalement à partir du IIe siècle et jusqu'à la fin de la latinité en Afrique du Nord. Ces auteurs peuvent être issus des populations locales de tradition lybico-berbère ou punique ou de familles romaines installées en Afrique du Nord. Après avoir grandi et avoir été formés sur place (notamment à Carthage, principal centre culturel de la région), beaucoup sont partis vivre à Rome ou ailleurs dans l'Empire ; par conséquent, les œuvres qui constituent cette littérature n'ont pas toujours été écrites en Afrique.

## Histoire
Bien avant la création de Rome, la civilisation carthaginoise (814 av. J.-C.-146 av. J.-C.) s'est imposée dans la moitié occidentale du Bassin méditerranéen. Les rivalités des deux zones d'influence s'exacerbent durant les guerres puniques (246 av. J.-C.-146 av. J.-C.).
L'Afrique romaine (146 av. J.-C.-486) s'installe, durablement, d'abord en relation avec des royaumes locaux (royaume de Maurétanie, royaume de Numidie (202 av. J.-C.-46 av. J.-C.)), puis selon les modalités variables de toute province romaine : Maurétanie tingitane, Maurétanie césarienne, Afrique proconsulaire, Byzacène, Tripolitaine, Numidie, Numidie cirtéenne.
La romanisation s'effectue progressivement dans ces sociétés partiellement hellénisées.
Les villes principales en sont Leptis Magna, Utique, Sabratha, Cirta et la Carthage romaine.
Les romano-africains sont d'origine berbère, de souche locale, ou punique, mais peuvent aussi être des descendants de populations venues de Rome elle-même, ou de diverses régions de l'empire, notamment les légionnaires.
La vigueur des Lettres en Afrique est telle que, entre le IIe et le IVe siècle, Carthage apparaît comme une capitale culturelle dont les productions littéraires insufflent nouveautés et fraîcheur dans l'ensemble du monde romain. C'est là le résultat de longues années de pratiques des bibliothèques, des lectures publiques, d'échanges incessants avec le cœur de l'Empire et d'influences helléniques. Les Carthaginois ont ainsi diffusé leur goût pour la grammaire et la rhétorique dans la plupart des provinces africaines. Les plus dignes représentants de ce courant sont Florus, Sulpice Apollinaire, Nonius Marcellus, Terentianus dit le Maure et Fronton.
Ces réalités perdurent sous le royaume vandale (435-534), puis l'exarchat de Carthage (Empire byzantin) (585-698).
Dès la conquête arabe, l'Ifriqiya recouvre les territoires de l'Afrique romaine et commence l'arabisation.

## Place de l'Afrique romaine dans la littérature latine
Pierre Grimal reconnaît à l'Afrique romaine une place éminente dans la littérature latine à partir du IIe siècle : « Dans la lente décomposition de la littérature latine, une province de l'Empire semble avoir opposé une résistance plus longue que les autres. Au Ier siècle apr. J.-C., l'Espagne s'était révélée comme un réservoir de talents. Au IIe siècle, ce rôle appartient à l'Afrique. » Il donne deux explications à la vitalité des lettres latines dans cette région : des conditions sociales favorables avec la constitution d'une bourgeoisie riche et cultivée ; l'influence du monde hellénique s'exerçant à partir de la Cyrénaïque et de l'Égypte proches,.
Ce rôle s'amplifie avec le développement de la littérature chrétienne. Selon Pierre de Labriolle, « c'est l'Afrique du Nord qui, pendant près de trois siècles, a donné à la littérature chrétienne la plupart des écrivains qui l'ont illustrée. L'Afrique a été, jusqu'au IVe siècle, le foyer de la pensée chrétienne occidentale. »
Les historiens de la littérature peinent à reconnaître des traits communs à tous ces auteurs qui pourraient donner à cette littérature africaine une spécificité. Paul Monceaux est l'un de ceux qui a le plus fermement défendu l'idée d'une particularité africaine en matière de littérature et surtout de langue. Il a développé la notion d'africitas (en), terme déjà utilisé par Érasme, pour désigner une variante locale du latin présentant des traits particuliers de morphologie, de syntaxe, de vocabulaire et de style. Sa position a été sévèrement critiquée dès son époque par Gaston Boissier, dans son compte rendu de l'ouvrage, et par Eduard Norden (de) dans Die antike Kunstprosa, mais n'en a pas moins eu une forte influence au cours du XXe siècle. Le débat a été relancé au XXIe siècle à partir de l'exemple d'Apulée.
Une autre discussion porte sur l'identité culturelle profonde de ces auteurs. Sont-ils des Africains de souche ou appartiennent-ils à des familles d'origine romaine ou italienne installées en Afrique ? Tertullien (150-220) et Augustin d'Hippone (354-430).

## Auteurs
- Térence (en latin : Publius Terentius Afer) (-190c - -159), dont le surnom Afer suggère une origine africaine, auteur de six pièces toutes parvenues (« rien de ce qui est humain ne m’est étranger… ») : Heautontimoroumenos, L'Eunuque, Andria, L'Hécyre, Le Phormion, Les Adelphes.
- Marcus Manilius, contemporain d’Auguste, auteur des Astronomica (poème scientifique en cinq livres).
- Lucius Septimius Severus (70-110), libyco-berbère, père de Publius Septimius Geta et grand-père de l’empereur Septime Sévère (146-211), bilingue, ami de Stace.
- Florus (Publius Annius Florus, 70-140c), historien, auteur de l’Abrégé de l'histoire romaine.
- Fronton (100c-167c), grammairien, rhéteur, avocat et maître de Marc Aurèle, d'origine berbère.
- Aulu-Gelle (123c-180c), magistrat, grammairien, compilateur, auteur des Nuits attiques.
- Apulée (125-170c), un bédouin dans un congrès de classiques, auteur des Métamorphoses ou L'Âne d'or et de textes philosophiques.
- Sulpice Apollinaire.
- Victor Ier (130c-199), pape.
- Hosidius Geta, auteur d'une Medea.
- Reposianus (it), auteur du De concubitu Martis et Veneris.
- Cyprien de Carthage (200-258).
- Arnobe (240c-327), apologiste.
- Némésien (250c-300c), « le poète carthaginois », auteur d'un poème didactique sur la chasse, dont subsistent des fragments.
- Lactance (250c-325c), « le Cicéron chrétien », orateur, philosophe, poète.
- Vespa (poète) (it).
- Nonius Marcellus (260 ? - 340 ?), lexicographe, grammairien, surnommé le Péripatéticien de Thubursicum, auteur d'une encyclopédie en 20 volumes.
- Pentadius (poète) (it).
- Symphosius (auteur) (it).
- Martianus Capella (360c-428c), auteur des Noces de Philologie et de Mercure.
- Macrobe (370c-450c), auteur des Saturnales.
- Flavius Felix (poète) (it).
- Victor de Vite (430c-490c).
- Dracontius (Blossius Æmilius Dracontius), poète latin, actif vers 480.
- Florentinus (poète) (actif vers 510), poète latin de la cour du roi vandale Thrasamund.
- Luxorius (actif vers 520), poète latin de la cour du roi vandale Thrasamund.
- Corippe (Flavius Cresconius Corippus, 500c-570c), auteur de La Johannide et de l’Éloge de Justin le Jeune.
- Anonyme, La Veillée de Vénus (Pervigilium Veneris).

## Anthologie

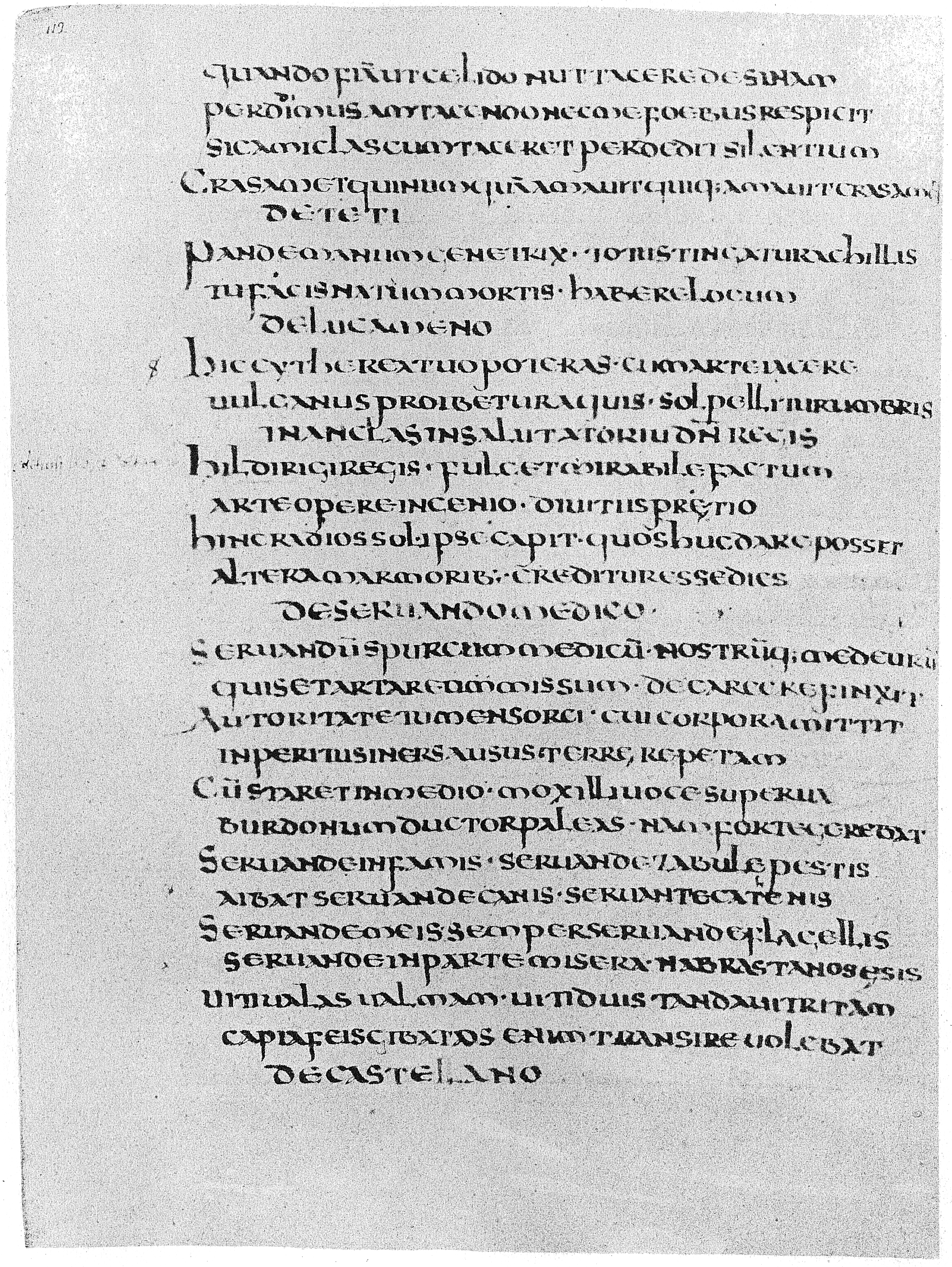
Un folio du codex Salmasianus, principal témoin de l’Anthologia Latina.

- Anthologie latine, épigrammes de poètes africains de latinité tardive (VIe siècle), dans l'esprit de l’Anthologie grecque ou de l’Anthologie de Planude.
- Codex Salmasianus, le plus important témoignage de l'ouvrage précédent.